# Rozstání (district de Svitavy)
Pour les articles homonymes, voir Rozstání.
Rozstání (en allemand : Rostitz) est une commune du district de Svitavy, dans la région de Pardubice, en République tchèque. Sa population s'élevait à 251 habitants en 2024.

## Géographie
Rozstání se trouve à 19 km à l'est de Svitavy, à 76 km au sud-est de Pardubice et à 168 km à l'est-sud-est de Prague.
La commune est limitée par Linhartice au nord, par Gruna et Radkov à l'est, par Městečko Trnávka au sud, par Malíkov et par Moravská Třebová à l'ouest.

## Histoire
La première mention écrite du village date de 1365.

## Galerie

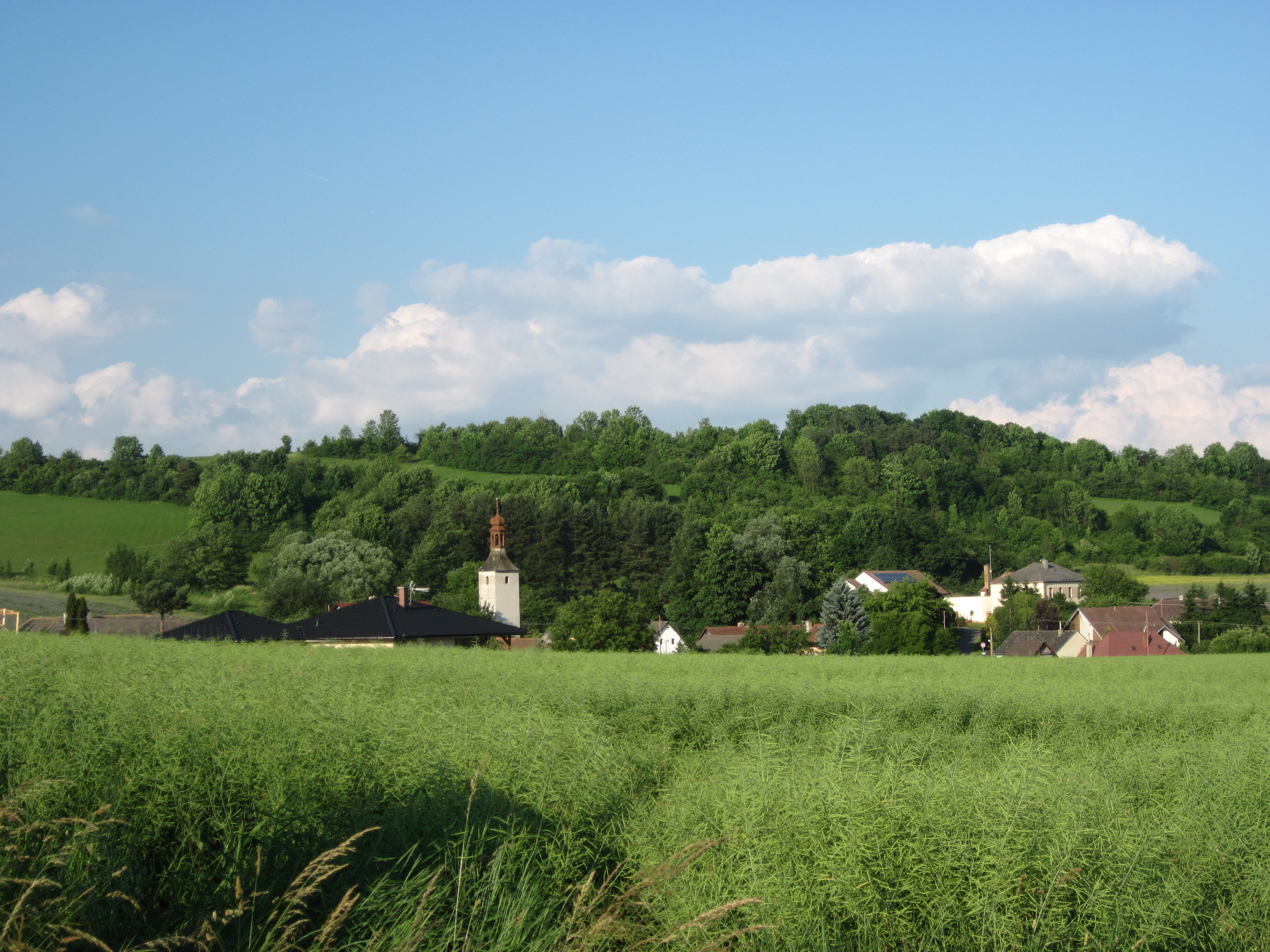
Vue de Rozstání.
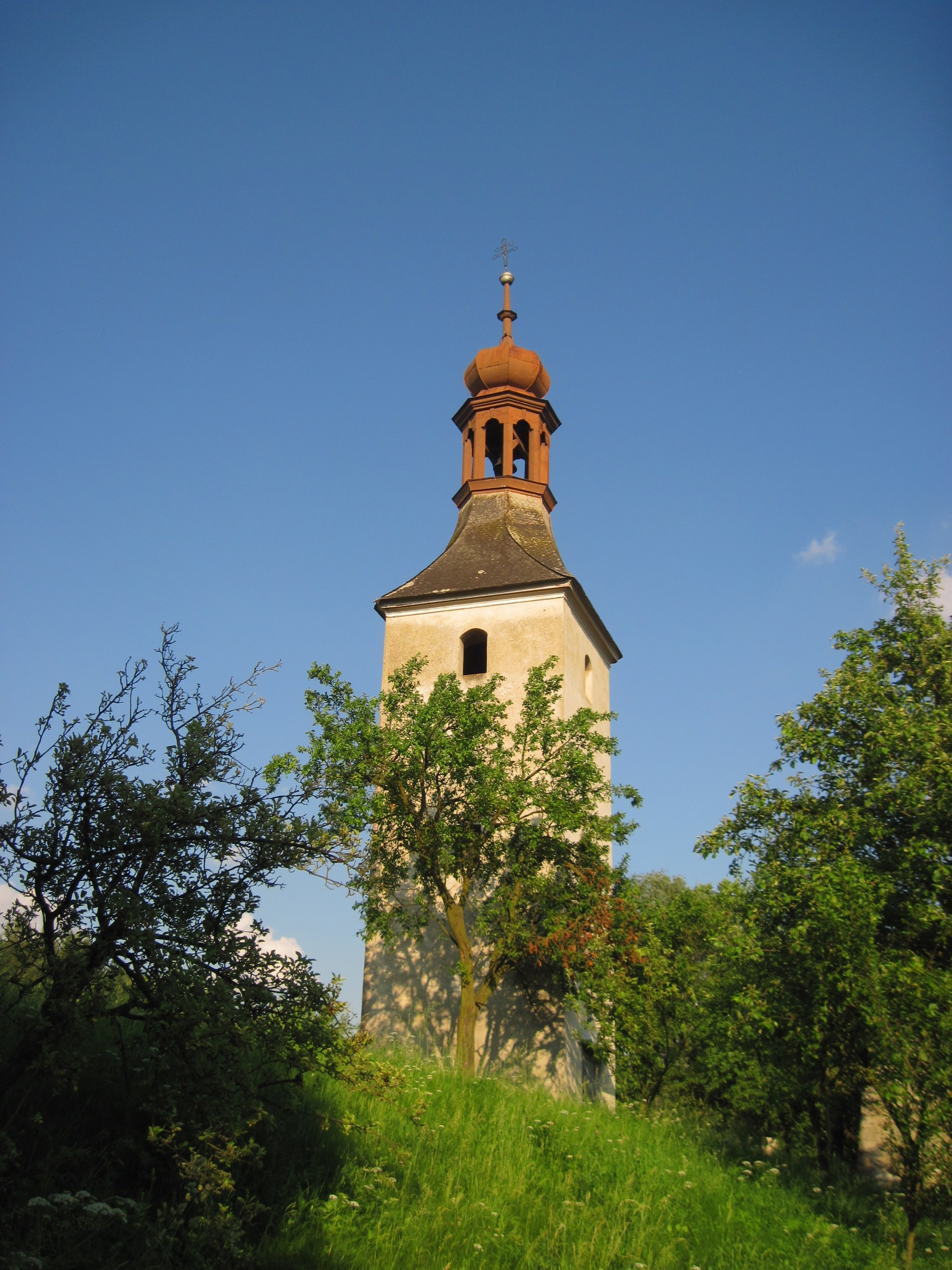
Clocher à Rozstání.